# 주상호 (배우)
주상호(朱相鎬, 본명: 이대형, 1930년 ~ 현재)는 대한민국의 영화 배우이다.

## 출연작

### 영화
60년대
- 전장과 여교사 (1965년)
- 제삼부두 영번지 (1966년)
- 어명 (1967년)
- 수라문의 혈투 (1967년)
- 두 나그네 (1967년)
- 월하의 공동묘지(기생월향지묘) (1967년)
- 나그네 검객 황금 108관 (1968년)
- 삼현육각 (1968년)
- 금수강산 (1968년)
- 정든 님 (1968년)
- 화산댁 (1968년)
- 자주댕기 (1968년)
- 대좌의 아들 (1968년)
- 남 (1968년)
- 잘돼갑니다(경무대 비화 잘돼갑니다) (1968년)
- 랑 (1968년)
- 구슬공주 (1968년)
- 방랑대군 (1968년)
- 필살의 검 (1969년)
- 북경열차 (1969년)
- 만고강산 (1969년)
- 여진족 (1969년)
- 돌아온 팔도사나이 (1969년)
- 원 (1969년)
- 백면검귀 (1969년)
- 전하 어디로 가시나이까 (1969년)
- 백골령의 마검 (1969년)

70년대
- 복수의 마검 (1970년)
- 무작정 상경 (1970년)
- 굿바이 동경(굿바이 東京) (1970년)
- 오인의 왼손잡이 (1970년) - 아역
- 명동가시내(명동가시나) (1970년)
- 그 여자를 쫓아라 (1970년)
- 명동노신사 (1970년)
- 세조대왕 (1970년)
- 의리의 사나이 돌쇠 (1970년)
- 애꾸눈 박 (1970년)
- 팔도가시나이 (1970년)
- 둘째 어머니 (1971년)
- 명동삼국지 (1971년)
- 경복궁의 여인들 (1971년)
- 20인의 여도적 (1971년)
- 과객 (1971년)
- 마패없는 어사 (1971년)
- 1대1 (1972년)
- 삼국대협 (1972년)
- 증언 (1973년)
- 연화 (1974년)
- 사하린의 하늘과 땅 (1974년)
- 울지 않으리 (1974년)
- 아리랑 (1974년)
- 분노의 왼발 (1974년)
- 아빠하고 나하고 (1974년)
- 돌아온 외다리 (1974년)
- 토지 (1974년)
- 들국화는 피었는데 (1974년)
- 청춘극장 (1975년)
- 황금마담 (1975년)
- 잔류첩자 (1975년)
- 소 (1975년)
- 형사 배삼룡 (1975년)
- 태양의 분노 (1975년)
- 왕십리 (1976년)
- 쾌걸 일지매 (1976년)
- 오계 (1976년)
- 비정지대 (1976년)
- 집념 (1976년)
- 쾌걸 구변신 (1976년)
- 성춘향전 (1976년)
- 화려한 외출 (1977년)
- 사대철인 (1977년)
- 고가(古家) (1977년)
- 무명객 (1977년)
- 평양의 비밀지령 (1977년)
- 임진란과 계월향(임진왜란과 계월향) (1977년)
- 옥례기 (1977년)
- 슬픔이 파도를 넘을 때 (1978년)
- 사랑과 죽음의 기록 (1978년)
- 오빠하고 누나하고 (1978년)
- 철새들의 축제 (1978년)
- 소리치는 깃발 (1978년)
- 고교 명랑교실 (1978년)
- 특명 8호 (1978년)
- 저 파도위에 엄마 얼굴이 (1978년)
- 상록수 (1978년)
- 오륙도 이무기 (1978년)
- 여수 (1979년)
- 족보 (1979년)
- 깃발없는 기수 (1979년)
- 꽃띠 여자(12월 32일생) (1979년)
- 신궁 (1979년)

80년대
- 조용히 살고 싶다 (1980년)
- 복부인 (1980년)
- 귀화산장 (1980년)
- 초대받은 사람들 (1981년) - 우정출연
- 세 번은 짧게 세 번은 길게 (1981년)
- 난장이가 쏘아올린 작은공 (1981년)
- 백구야 훨훨 날지마라 (1982년)
- 아벤고 공수군단 (1982년) - 북괴군 6 역
- 안개마을 (1982년) - 마을 주민 역
- 삼국여한 (1982년)
- 내가 사랑했다 (1982년)
- 일송정 푸른 솔은 (1983년) - 신입병사 역
- 경아의 사생활 (1983년)
- 이 한몸 돌이 되어 (1983년)
- 장미와 도박사 (1983년)
- 바람 바람 바람 (1983년)
- 사랑하는 사람아(속) (1983년)
- 참새와 허수아비 (1983년) - 손님 1 역
- 불의 딸 (1983년)
- 원한의 공동묘지 (1983년)
- 몽녀한 (1983년)
- 병사는 돌아왔는가 (1984년)
- 가을을 남기고 간 사랑 (1984년)
- 사랑하는 사람아 제3부 (1984년)
- 흐르는 강물을 어찌 막으랴 (1984년)
- 무인 (1984년)
- 남과 북 (1984년)
- 땡볕 (1984년) - 이주사
- 형 (1984년)
- 미녀 공동묘지 (1985년)
- 화녀촌 (1985년)
- 대학별곡 (1985년)
- 길소뜸 (1986년)
- 금달래 (1986년)
- 내시 (1986년)
- 벽과 벽사이에 (1986년) - 흥신소 소장 역
- (속)여자가 밤을 두려워 하랴 (1986년) - 곽가 역
- 허튼소리 (1986년)
- 씨받이 (1986년)
- 서울 흐림 한때 비 (1986년)
- 어울렁 더울렁 (1986년)
- 젊은 밤 후회없다 (1986년)
- 티켓 (1986년)
- 돌아이 2 (1986년)
- 작은 고추 (1986년)
- 고속도로 (1987년)
- 연산군 (1987년)
- 성춘향 (1987년)
- 여자는 바람 여자는 바람 (1987년)
- 소금장수 (1987년)
- 87 영자의 전성시대 (1987년)
- 도화 (1987년)
- 변강쇠 (속) (1987년) - 남자 역
- 우리는 지금 제네바로 간다 (1987년) - 대대장 역
- 팔도쌍나팔 (1987년)
- 독불장군 (1987년) - 경비대장 역
- 산딸기 3 (1987년)
- 동녀 (1987년)
- 아다다 (1987년) - 집사 역
- 영웅 돌아오다 (1987년) - 주인 1 역
- 호걸춘풍 (1987년)
- 블루하트 (1987년)
- 슈퍼 홍길동 (1989년) - 집사 역
- 합궁 (1988년)
- 뽕 2 (1988년)
- 가루지기 (1988년)
- 지리산의 성난 토끼들 (1988년)
- 업 (1988년)
- 깜동 (1988년) - 지범수 역
- 떡 (1988년)
- 변강쇠 3 (1988년) - 관쟁이 역
- 대물 (1988년)
- 물의 나라 (1989년) - 교도소 사내 역
- 애사당 홍도 (1989년) - 변가 역
- 영구와 땡칠이 소림사 가다 (1989년)
- 내친구 제제 (1989년) - 상인 3 역
- 누가 꽃밭에 불을 지르랴 (1989년)
- 들병이 (1989년)
- 오색의 전방 (1989년) - 투전꾼 1 역
- 구로 아리랑 (1989년) - 경찰 간부 역
- 달아난 말 (1989년)
- 발바리의 추억 (1989년) - 당구장 주인 역
- 크라이막스 원 (1989년) - 달동네 주민 1 역

90년대
- 검은 도시 (1990년)
- 웨딩드레스 (1990년) - 손님 1 역
- 소쩍궁 탐정 (1990년)
- 장군의 아들 (1990년) - 구니모토 역
- 코리안 커넥션 (1990년) - 공원 취객 역
- 슈퍼맨 일지매 (1990년)
- 남자시장 (1990년)
- 매춘시대 (1990년)
- 별난 두 영웅 (1990년)
- 누가 붉은 장미를 꺾었나 (1990년)
- 젊은 날의 초상 (1991년) - 주인 역
- 산딸기 4 (1991년)
- 토끼를 태운 잠수함 (1991년) - 부페 지배인 역
- 사랑과 죽음의 메아리 2부 (1991년) - 선장 역
- 오엑스(OX) (1991년)
- 갈마 (1991년) - 박참봉 역
- 개벽 (1991년) - 망나니 역
- 핸드백 속 이야기 (1991년) - 정원사 역
- 사랑과 죽음의 메아리 (1991년) - 선장 역
- 장군의 아들 2 (1991년) - 구니모토 역
- 사랑과 눈물 (1991년)
- 영구와 황금박쥐 (1991년)
- 병팔이의 일기 (1991년) - 갈치 역
- 머저리와 도둑놈 (1992년)
- 가슴에 돋는 칼로 슬픔을 자르고 (1992년) - 최 영감 역
- 시비시비 (1992년) - 주 영감 역
- 검은 모자 (1992년) - 건달들 역
- 복카치오 '92 (1992년)
- 장군의 아들 3 (1992년) - 구니모토 역
- 황제 오작두 (1992년)
- 복카치오 '93 (1992년) - CF 감독 역
- 섬강에서 하늘까지 (1992년) - 어부 역
- 씨내리 (1992년)
- 소녀 18세 (1993년)
- 대명 (1993년) - 용가리 역
- 무정의 제3부두 (1993년) - 지배인 역
- 서편제 (1993년) - 약장수 역
- 여자아리랑 (1993년) - 강도 1 역
- 살어리랏다 (1993년) - 패랭이 역
- 칠삭동이의 설중매 (1994년)
- 두목 (1994년) - 약장수 역
- 헤드폰을 벗어라 (1994년)
- 장미빛 인생 (1994년) - 스텐빠 사회자 역
- 태백산맥 (1994년)
- 영원한 제국 (1995년) - 도학순 역
- 아빠는 보디가드 (1995년) - 치과 의사 역

## 수상
- 1990년 제30회 대종상 영화제 특별연기상(남)